# Abhängige Persönlichkeitsstörung
Die abhängige Persönlichkeitsstörung ist gekennzeichnet durch überstarke Trennungsängste, klammerndes Verhalten, geringes Selbstbewusstsein und depressive Grundstimmung. Zusätzlich typisch für diese Persönlichkeitsstörung sind mangelndes Durchsetzungsvermögen und geringe Eigeninitiative. Die Häufigkeit in der Bevölkerung wird auf weniger als 1 % Prozent geschätzt. Andere Bezeichnungen für das Störungsbild sind auch dependente oder asthenische Persönlichkeitsstörung.
Betroffene Personen fühlen sich schwach, hilflos und inkompetent, weswegen sie häufig ihre Mitmenschen für sich entscheiden lassen. Anderen gegenüber erscheinen sie passiv, unterwürfig und anhänglich. Aus Angst, verlassen zu werden, äußern sie ihre eigene Meinung oft nicht. Anders jedoch als etwa bei Personen mit ängstlich-vermeidender Persönlichkeitsstörung steht bei ihnen das Bedürfnis des Umsorgt-Werdens im Vordergrund.

## Beschreibung
Ein Grundproblem der dependenten Persönlichkeit (DP) besteht darin, dass Ambiguitätstoleranz kaum vorhanden ist. DP besitzen sehr wenig Bezug zu sich selbst; somit mangelt es an Willenskraft. DP kopieren oft den Willen anderer und setzen ihn dorthin, wo eigener Wille gefragt ist. Es geht der DP dabei nicht um die soziale, emotionale Bindung zu einem Menschen, oder zu bestimmten Menschengruppen, sondern es geht im Grunde um Objekte, es geht um ein Mittel zur Meinungsfindung. Eine emotionale Bindung reicht über die eines Kindes oft nicht hinaus.
Dies weist deutlich auf einen Schock im Kindesalter hin, in dem sich das Subjekt einer Situation anpassen musste, der sie kognitiv nicht gewachsen war (z. B. sexueller, körperlicher oder seelischer Missbrauch, Übernahme von Erwachsenenrollen etc.). Eine Form der sog. Ich-Abwehrmechanismen ist die Abspaltung von sich selbst in bestimmten Momenten und Situationen. Oft ist es eine Form der anhaltenden Demütigung, welche die betroffene Person durch Abspaltung als Form der Ich-Abwehr versucht, zu meiden, oder besser zu ertragen. DP beschreiben oft einen Zustand des „Abdriftens.“
DP ist oft eine Sekundärdiagnose von Menschen mit einer sogenannten Borderline-Persönlichkeit. Beziehungen sind oft intensiv, aber instabil. Dies liegt daran, dass die DP ein völlig anderer Beziehungsaspekt zum Partner führt, als dies umgekehrt der Fall ist. Der DP ist es mehr oder weniger gleichgültig, wer der Partner ist, weil dieser nicht als Subjekt wahrgenommen, sondern zum Objekt und Garant der Sicherheit wird (ähnlich, wie es einem Schiffbrüchigen egal ist, an welchen Strand er gespült wird). Es wird vom Partner ständig Initiative gefordert, wo es definitiv keine Initiative geben kann und wird. Alle Verhaltensweisen, die sich daraus ergeben, sind symptomatisch für eine Persönlichkeitsstörung „höheren Ranges“. Diese Beziehungen werden sehr bald instabil, da ein wirkliches Interesse für das Subjekt fehlt und somit auch kaum Sensibilität für die Interessen und Befindlichkeiten des Gegenübers besteht.
Es wird zwischen zwei verschiedenen Interaktionsmustern innerhalb der dependenten Persönlichkeitsstörung unterschieden:
- aktiv-dependentes Interaktionsmuster. Die stärker mit Anstrengungen verknüpfte Variante ist vor allem lebhaft, sozial angepasst und charmant. Neigungen zu dramatischer Gefühlsbetonung sind vorhanden.
- passiv-dependentes Interaktionsmuster. Diese Variante zeichnet sich durch Unterwürfigkeit, Zärtlichkeitsbedürfnis und geringe Anpassung aus.

## Klassifizierung und Diagnose

### Diagnoseverfahren
Zur Diagnosefindung eignen sich klinische Interviews wie das Strukturierte Klinische Interview für die DSM-Achse II (SKID-II) und die International Personality Disorder Examination (IPDE).

### Im ICD-10
Grüner Band: Forschungskriterien
Im ICD-10 (F 60.7) wurden folgende diagnostische Kriterien für die abhängige (asthenische) Persönlichkeitsstörung entwickelt (FN02):
A. Die allgemeinen Kriterien für eine Persönlichkeitsstörung (F60) müssen erfüllt sein. Mindestens vier der folgenden Eigenschaften oder Verhaltensweisen müssen vorliegen:
1. Ermunterung oder Erlaubnis an andere, die meisten wichtigen Entscheidungen für das eigene Leben zu treffen
2. Unterordnung eigener Bedürfnisse unter die anderer Personen, zu denen eine Abhängigkeit besteht, und unverhältnismäßige Nachgiebigkeit gegenüber deren Wünschen
3. Mangelnde Bereitschaft zur Äußerung selbst angemessener Ansprüche gegenüber Personen, von denen man abhängt
4. Unbehagliches Gefühl, wenn die Betroffenen alleine sind, aus übertriebener Angst, nicht für sich alleine sorgen zu können.
5. Häufiges Beschäftigtsein mit der Furcht, verlassen zu werden und auf sich selbst angewiesen zu sein
6. Eingeschränkte Fähigkeit, Alltagsentscheidungen zu treffen, ohne zahlreiche Ratschläge und Bestätigungen von anderen.

Blauer Band: Klinisch-Diagnostische Leitlinien
Die abhängige (asthenische) Persönlichkeitsstörung (F60.7) ist eine Persönlichkeitsstörung mit folgenden Merkmalen:
1. Überlassung der Verantwortung für wichtige Bereiche des eigenen Lebens an andere.
2. Unterordnung eigener Bedürfnisse unter die anderer Personen, zu denen eine Abhängigkeit besteht, und unverhältnismäßige Nachgiebigkeit gegenüber den Wünschen anderer.
3. Mangelnde Bereitschaft zur Äußerung angemessener Ansprüche gegenüber Personen, zu denen eine Abhängigkeit besteht.
4. Selbstwahrnehmung als hilflos, inkompetent und schwach; übertriebene Angst, nicht für sich allein sorgen zu können.
5. Häufige Ängste vor Verlassenwerden und ständiges Bedürfnis, sich des Gegenteils zu versichern; beim Alleinsein sehr unbehagliche Gefühle.
6. Erleben von innerer Zerstörtheit und Hilflosigkeit bei der Beendigung einer engen Beziehung.
7. Bei Missgeschick neigen diese Personen dazu, die Verantwortung anderen zuzuschieben.

### Im DSM-5
Im DSM-5 wurden folgende diagnostische Kriterien für die dependente Persönlichkeitsstörung entwickelt:
Ein tiefgreifendes und überstarkes Bedürfnis, versorgt zu werden, das zu unterwürfigem und anklammerndem Verhalten und Trennungsängsten führt. Der Beginn liegt im frühen Erwachsenenalter, und das Muster zeigt sich in verschiedenen Situationen.
Mindestens fünf der folgenden Kriterien müssen erfüllt sein:
1. Hat Schwierigkeiten, alltägliche Entscheidungen zu treffen, ohne ausgiebig den Rat und die Bestätigung anderer einzuholen.
2. Benötigt andere, damit diese die Verantwortung für seine/ihre wichtigsten Lebensbereiche übernehmen.
3. Hat Schwierigkeiten, anderen Menschen gegenüber eine andere Meinung zu vertreten, aus Angst, Unterstützung und Zustimmung zu verlieren. (Beachte: hier bleiben realistische Ängste vor Bestrafung unberücksichtigt.)
4. Hat Schwierigkeiten, Unternehmungen selbst zu beginnen oder Dinge unabhängig durchzuführen (eher aufgrund von mangelndem Vertrauen in die eigene Urteilskraft oder die eigenen Fähigkeiten als aus mangelnder Motivation oder Tatkraft),
5. Tut alles Erdenkliche, um die Versorgung und Zuwendung anderer zu erhalten bis hin zur freiwilligen Übernahme unangenehmer Tätigkeiten.
6. Fühlt sich alleine unwohl oder hilflos aus übertriebener Angst, nicht für sich selbst sorgen zu können.
7. Sucht dringend eine andere Beziehung als Quelle der Fürsorge und Unterstützung, wenn eine enge Beziehung endet.
8. Ist in unrealistischer Weise von Ängsten eingenommen, verlassen zu werden und für sich selbst sorgen zu müssen.

## Therapie
In der Psychotherapie soll das Ziel die Verbesserung der Eigenwahrnehmung (Bedürfnisse und Gefühle), die Vermittlung sozialer Kompetenzen und die Identifikation von verzerrten Kognitionen samt deren Modifikation sein.

Begleitende Symptomatik von Depressionen oder Angststörungen sind pharmakotherapeutisch zu behandeln.